# Espace totalement discontinu
En mathématiques, plus précisément en topologie, un espace totalement discontinu est un espace topologique qui est « le moins connexe possible » au sens où il n'a pas de partie connexe non triviale : dans tout espace topologique, l'ensemble vide et les singletons sont connexes ; dans un espace totalement discontinu, ce sont les seules parties connexes.
Un exemple populaire d'espace totalement discontinu est l'ensemble de Cantor. Un autre exemple, important en théorie algébrique des nombres, est le corps Qp des nombres p-adiques.

## Définition
Un espace topologique X est totalement discontinu si la composante connexe de tout point x de X est le singleton { x }.

## Exemples
Les espaces suivants sont totalement discontinus :
- tous les espaces totalement séparés (c'est-à-dire dans lesquels deux points distincts peuvent toujours être séparés par un ouvert-fermé)[1], en particulier
  - tous les espaces T0 de dimension zéro (donc réguliers), comme :
    - les espaces discrets ;
    - les parties non vides de R d'intérieur vide ;
    - l'anneau Zp des entiers p-adiques, ou plus généralement, tout groupe profini ;
    - la droite de Sorgenfrey (cet espace, contrairement aux précédents, n'est pas localement compact).

  - les deux espaces suivants (totalement séparés mais pas de dimension zéro) :
    - l'espace d'Erdős[2] des suites de carré sommable de rationnels[3] et ses généralisations[4] (dont la dimension est 1) ;
    - le treillis de Roy privé de son sommet[5].
- le tipi de Cantor privé de son sommet (totalement discontinu mais pas totalement séparé).

## Propriétés
- Les sous-espaces, espaces produits et coproduits d'espaces totalement discontinus sont totalement discontinus.
- Un espace totalement discontinu est toujours T1[1], puisque ses singletons sont fermés.
- Une image continue d'un espace totalement discontinu n'est pas nécessairement totalement discontinue (par exemple : tout compact métrisable est une image continue de l'espace de Cantor).
- Un espace localement compact est totalement discontinu si et seulement s'il est de dimension zéro.
- Un espace compact est totalement discontinu si et seulement s'il est totalement séparé, et si et seulement s'il est l'espace de Stone S(B) d'une algèbre de Boole B (les points de S(B) sont les ultrafiltres sur B ne contenant pas 0, et une base d'ouverts est constituée des { x∈S(B) | b∈x }, pour b élément de B) ; S(B) est extrêmement discontinu (c'est-à-dire[1] que l'adhérence de tout ouvert est ouverte) si et seulement si B est complète[6] ;
- Tout espace métrisable totalement discontinu est homéomorphe à un sous-espace d'un produit dénombrable d'espaces discrets.
- Pour tout espace topologique X, l'espace des composantes connexes de X est « le plus gros » quotient de X totalement discontinu, au sens où il est initial parmi de tels quotients.